# 2203 van Rhijn
2203 van Rhijn è un asteroide della fascia principale. Scoperto nel 1935, presenta un'orbita caratterizzata da un semiasse maggiore pari a 3,1023336 au e da un'eccentricità di 0,1892068, inclinata di 1,64562° rispetto all'eclittica.
L'asteroide è dedicato all'astronomo olandese Pieter Johannes van Rhijn.